# Malacologie
La malacologie (du grec ancien μαλακός / malakós, « mou ») est la branche de la zoologie consacrée à l'étude des mollusques.
Une subdivision de la malacologie, la conchyliologie, est consacrée à l'étude des mollusques à coquille. Une autre, la teuthologie, est consacrée à l'étude des céphalopodes.
Cette discipline est souvent divisée en malacologie continentale et marine. Sur les continents les mollusques aquatiques constituent à eux seuls un champ d'étude particulier.

## Utilisations de la malacologie
Les malacologues contribuent aux inventaires de biodiversité, dans le cadre d'observatoires de la biodiversité ou d'études d'impact par exemple. En outre, les mollusques peuvent être utilisés comme bioindicateurs environnementaux, et permettent donc de détecter la présence de perturbateurs endocriniens. 
En archéologie, la malacologie est couramment employée pour connaître l'évolution du climat, du paysage ou de l'usage d'un site, ou encore le débit et la température d'un cours d'eau. À tel point que cela a donné naissance à une discipline particulière, rattachée à l'archéozoologie : l'archéomalacologie.
La malacologie est aussi associée à l'étude de divers phénomènes de symbiose et de parasitisme dont les mollusques peuvent être victimes et/ou vecteurs. Elle contribue ainsi à l'étude des interactions durables entre espèces dans l'environnement.
Certains mollusques (escargots terrestres, moule zébrée... ) ont aussi localement été utilisés pour leurs qualités de biointégrateurs pour évaluer la pollution du milieu en métaux lourds (qui peuvent être bioconcentrés par l'animal et bioaccumulés dans les coquilles).
Enfin, dans le monde, certains escargots font l'objet d'une consommation alimentaire et d'un élevage. La malacologie apporte nombre de données et savoirs utiles aux éleveurs et vétérinaires spécialisés.

### Espaces muséographiques français
À Paris, le Muséum national d'histoire naturelle abrite une collection malacologique de 5 000 000 de spécimens. À Lyon, le musée des confluences présente une collection malacologique d’environ 71 250 lots évalués à 490 000 coquilles. L’origine géographique des spécimens est mondiale, à l’exception de la faune abyssale.